# 都爾的額我略
都爾的聖額我略（拉丁語：Sanctus Gregorius Turonensis，其名額我略也譯作格雷戈里和國瑞，538年11月30日—594年11月17日）是都爾主教及高盧－羅馬史學家，也是基督教聖人。他的本名為額我略·弗洛伦提乌斯（拉丁語：Gregorius  Florentius）。為了配合當時的教育程度他選擇使用通俗拉丁文寫作，他最有名的傳世作品為共有10卷的《法蘭克民族史》。 該書是現存研究法蘭克人早期歷史最重要的史料之一。 

## 簡傳
538年11月30日，額我略生於高盧克萊蒙。他出身自高盧-羅馬的上流社會，其父弗倫提斯為克萊蒙費朗議員；其母阿門特利亞二世（法語：Armentaria Ⅱ）是里昂總主教黎賽提亞斯（法語：Nicetius）的姪女，以及朗格勒的額我略的孫女。
他的父親很早就過世了，他首先是接受他父親的兄弟－克萊蒙主教加爾（法語：Gal de Clermont，c. 489– c. 553)的照料，他在加爾那受到的教育使他走上神職之路；554年加爾過世，他的母親搬到她在勃艮第的產業。而他則留在克萊蒙轉而師事於阿維圖斯（Avitus，517-594），日後的克萊蒙主教。
他在573年當上了圖爾教區的主教，并在此度過大半生，雖然這其間他曾經去過巴黎。由於圖爾這個聖瑪爾定朝聖地，其四通八達的交通水陸路，由各種因素促成了圖爾在政商及宗教等面向上的重要性，使得額我略能輕易的獲得需要的資料，這對他的史學研究與著文非常有幫助。

## 著作
額我略自己曾在《法蘭克民族史》第十卷第三十一章中如此總結:「Decem libros historiarum, septem miraculorum, unum de vita patrum scripsi; in psalterii tractatu librum unum commentatus sum; de cursibus etiam ecclesiasticis unum librum condidi.」（我寫過十卷史書，七本討論奇蹟的書，一本教父列傳，一本詩篇註釋，還有一本關於教會禮儀的書。），他的著作主要囊括了歷史文學、聖人傳記以及神學等。其中的十卷史書就是指共有十卷的《法蘭克民族史》，這部被視為研究早期法蘭克人歷史的重要史料讓他獲得了「蠻族的希羅多德」之美名。
《法蘭克民族史》這個名稱是後世所給予的。全書共有十卷，可以分為三部分：第一卷到第二卷為第一部分，從創世紀寫到511年；第三卷到第六卷為第二部分記載了他所處時代的歷史，從512年到584年，其中也包含他的前輩都爾的瑪爾定的傳記；第七卷到第十卷構成了第三部分，這部分他則記述時事，從584年記載到591年。也就是寫到他的晚年為止。